# 3 Scenes Plus a Tag from a Marriage
"3 Scenes Plus a Tag from a Marriage" é o décimo terceiro episódio da vigésima nona temporada da série animada Os Simpsons, e o 631.º no total. Foi ao ar nos Estados Unidos pela FOX em 25 de março de 2018.

## Enredo
Depois de assistir a um filme de super-heróis e ao pedido insistente de Bart Simpson e Lisa Simpson, durante a permanência após os créditos para as sequências média e pós-crédito, a família Simpson volta para casa em Capital City. Homer Simpson e Marge Simpson começam a narrar a história de como viviam lá antes de se casarem e, assim que observam seu antigo apartamento, o casal convida as crianças a visitá-lo.
Eles se encontram com os novos donos da acomodação, que dá a Marge sua correspondência, onde Marge descobre que as chupetas são perigos de asfixia. Depois de ter o dela removido, Maggie Simpson começa a pegar as almofadas de saída na parede para substituí-lo. Quando Maggie pega um rato, Marge devolve o dispensador de perfume para ela.
Eles continuam contando sua história aos proprietários, explicando como Marge era uma fotógrafa trabalhando para uma empresa de notícias liderada por J.J. Gruff enquanto Homer trabalhava em uma nova empresa chamada Flashmouth, eles iam festejar, assistir a filmes, assistir o céu estrelado em cima de um carro, então Bart veio e tudo mudou.
Sua carreira desmoronou, quando as crianças e seus empregos não combinavam. Homer perdeu o emprego e Marge foi ameaçada por J.J. Gruff que seria substituído por Barbara "Booberella" Lelavinski se Marge não tiver uma nova história de vida noturna.
Ao tentar escrever um artigo, Marge entrevista John Baldessari, mas Homer e Bart entram na galeria depois que Bart dirigiu o carro em uma balsa enquanto Homer estava dormindo, e ele começou a fazer brincadeiras. Quando Marge apresentou a J.J. Gruff as fotos, ela perdeu o emprego porque o jornal perdeu seus anunciantes de arte graças a Bart.
Bart, em seguida, é banido da turma do jardim de infância e eles trouxeram seus problemas para a Igreja. A solução que o reverendo Lovejoy propôs ao mostrar-lhes um vídeo chamado "Criança Problemática", com Jane recebendo um irmão mais novo chamado Joe, teria um segundo filho e Lisa nasceria.
O que eles demonstraram para o casal era tão terrível que a futura esposa deixou a casa, mas a família, forçando sorrisos para mostrar que eles são felizes, a trouxe de volta.
Na última cena, a família retorna a Springfield, enquanto Lisa começa a perguntar mais histórias sobre seu passado. Eles param no Doughy Dozen Bagels para comer alguns bagels. Homer e Marge estão sozinhos, mas são perturbados pelas crianças que se movimentam no carro enquanto o vovô Simpson os observa.

## Recepção
Dennis Perkins do The A.V. Club deu a este episódio um B-, afirmando que "3 Scenes Plus A Tag From A Marriage' pode ser apenas um dos poucos que se atribui a eles, mas eles estão a bordo da nave dos Simpsons há muito tempo. Essa familiaridade funciona para apimentar este episódio com mais do que um punhado de piadas decentes que se mantêm por conta própria, independentemente de qualquer queixa que ainda possa ser feita sobre o cronograma da série neste momento. auto-diversão referencial que faz o episódio parecer não essencial. Assistir dois velhos profissionais socando um relógio faz algumas risadas sólidas, mas ainda não é o lugar para a comédia inovadora de Simpsons."